# الکساندر مازور
الکساندر مازور (اوکراینی: Олекса́ндр Григо́рович Ма́зур؛ ۳۰ اوت ۱۹۱۳ – ۱۶ دسامبر ۲۰۰۵) کشتی‌گیر فرنگی اوکراینی‌تبار اهل شوروی بود.
وی همچنین برندهٔ جوایزی همچون نشان برجسته افتخار، نشان پرچم سرخ کار، و قهرمان ورزشی اتحاد شوروی شده‌است.
وی در مسابقات کشوری و بین‌المللی در مجموع برندهٔ ۱ مدال طلا شده‌است.